# Satu Nou (okręg Teleorman)
Satu Nou – wieś w Rumunii, w okręgu Teleorman, w gminie Didești. W 2011 roku liczyła 498 mieszkańców.